# Vegas (série télévisée, 2012)
Pour les articles homonymes, voir Vegas.
Vegas est une série télévisée américaine en 21 épisodes de 42 minutes créée par Greg Walker et Nicholas Pileggi, diffusée entre le 25 septembre 2012 et le 10 mai 2013 sur le réseau CBS et en simultané sur le réseau Global au Canada.
En France, la série a été diffusée entre le 30 octobre et le 27 novembre 2013 sur Paris Première et à partir du 24 août 2016 sur M6. Au Québec, elle est diffusée depuis le 31 décembre 2013 sur Séries+,. Elle est également diffusée en Belgique depuis décembre 2015 sur RTL-TVI.[réf. souhaitée]

## Synopsis
La série, se déroulant dans les années 1960, est inspirée de la vraie vie de Ralph Lamb, un cowboy devenu shérif de Las Vegas, et Vincent Savino, de la mafia de Chicago. Dans un vaste désert avec des opportunités sans limites, où aucun homme n'est ni bon ni mauvais, la vision entrepreneuriale de Savino va à l'encontre du respect de la loi prôné par le shérif.

## Distribution

### Acteurs principaux
- Dennis Quaid (VF : Bernard Lanneau) : Ralph Lamb
- Michael Chiklis (VF : Patrick Floersheim) : Vincent Savino
- Carrie-Anne Moss (VF : Danièle Douet) : Katherine O'Connell
- Jason O'Mara (VF : Guillaume Lebon) : Jack Lamb
- Taylor Handley (VF : Charles Pestel) : Dixon Lamb
- Sarah Jones (VF : Chloé Berthier) : Mia Rizzo

### Acteurs récurrents
- James Russo (VF : François Siener) : Anthony « Big Tuna » Cervelli
- Michael Reilly Burke (VF : Nicolas Marié) : D.A. Rich Reynolds
- Sonny Marinelli (en) (VF : Thierry Mercier) : Nick « Beansy » Cota
- Aimee Garcia (VF : Laure Bernard) : Yvonne Sanchez
- Michael Wiseman (en) (VF : Joël Zaffarano) : Johnny Rizzo
- Michael Harney (VF : Gabriel Le Doze) : Leo Farwood
- Vinessa Shaw (VF : Barbara Delsol) : Laura Savino
- Gil Bellows (VF : Thierry Ragueneau) : George Gradi
- Michael O'Neill (VF : Philippe Catoire) : le maire Ted Bennett
- Michael Ironside (VF : Jean-Pierre Moulin) : Porter Gainsley
- Enver Gjokaj (VF : Jérémy Prévost) : Tommy Stone
- Shawn Doyle (VF : Philippe Valmont) : Patrick Byrne
- Anna Camp (VF : Delphine Rivière) : Violet Mills
- Paul Ben-Victor (VF : Jacques Bouanich) : Barry Silver
- Joe Sabatino : Vic Borelli

### Invités
- Jonathan Banks : Angelo (épisodes 3 et 7)
- Haley Strode (en) : Ruth (épisode 5)
- Mekenna Melvin : Holly (épisode 6)
- RJ Mitte : Russ Auster (épisode 11)
- Stephen Monroe Taylor : Nathan Auster (épisode 11)
- Melinda Clarke (VF : Dominique Westberg) : Lena Cavallo, mère de Mia (épisodes 17, 18, 20 et 22)

- Version française
  - Société de doublage : Mediadub International[8],[9]
  - Direction artistique : Philippe Blanc[9]
  - Adaptation des dialogues : Claire Impens et Jonathan Amram[9]

 Source et légende : version française (VF) sur RS Doublage et Doublage Séries Database

## Production

### Développement
Le développement de la série a débuté en août 2011 sous le titre provisoire Untitled Ralph Lamb Project. Le pilote a été commandé en janvier 2012.
Le 13 mai 2012, CBS a commandé la série, qui porte désormais son titre actuel, pour la saison 2012-2013, et a annoncé trois jours plus tard lors des Upfronts, sa case horaire du mardi à 22 h.
Le 23 octobre 2012, la chaîne a commandé neuf épisodes supplémentaires, soit un total de 22 épisodes.
Le 15 novembre 2012, CBS réduit sa commande à 21 épisodes.
Le 7 mars 2013, CBS décide de conserver la nouvelle série de mi-saison Un flic d'exception (Golden Boy) dans la case du mardi 22 h, déplaçant Vegas le vendredi à 21 h à compter du 5 avril 2013.
Le 10 mai 2013, CBS annule la série.

### Casting
Les rôles ont été attribués dans cet ordre : Dennis Quaid et Michael Chiklis, Taylor Handley, Carrie-Anne Moss, Jason O'Mara, Michael Reilly Burke, Michael O'Neill et James Russo. Sarah Jones a intégré la distribution principale le 23 juillet 2012 et apparaît dès le deuxième épisode.
Les acteurs Vinessa Shaw, Michael Wiseman (en), Gil Bellows, Anna Camp, Paul Ben-Victor, Enver Gjokaj ont obtenu un rôle récurrent dans la série.
Les acteurs Haley Strode (en), Jonathan Banks, RJ Mitte, Stephen Monroe Taylor et Melinda Clarke ont obtenu un rôle le temps d'un ou deux épisodes lors de la saison.

### Fiche technique
- Titre original et français : Vegas
- Réalisation : James Mangold (pilote)
- Scénario : Greg Walker et Nicholas Pileggi (pilote)
- Direction artistique :
- Décors :
- Costumes :
- Photographie :
- Montage :
- Musique : David Carbonara
- Casting :
- Production :
  - Production exécutive :
  - Coproduction exécutive : Dennis Quaid, Michael Chiklis[31] et Nick Santora[32]
- Sociétés de production : CBS Studios International
- Sociétés de distribution :
- Pays d'origine :  États-Unis
- Langue originale : anglais
- Format : couleur - 35 mm - 1,78:1 - son Dolby Digital
- Genre cinématographique : série dramatique, western, policier
- Durée : 42 minutes

## Épisodes
1. Un nouveau shérif en ville (Vegas)
2. L'Appât du gain (Money Plays)
3. Tout ce qui brille (All That Glitters)
4. Illégitime ((Il)Legitimate)
5. Citoyens modèles (Solid Citizens)
6. Faux Jetons (The Real Thing)
7. Mauvaises graines (Bad Seeds)
8. La musique adoucit les mœurs (Exposure)
9. Mascarade (Masquerade)
10. Estinto (Estinto)
11. Paiutes (Paiutes)
12. Le Ranch des divorcées (From This Day Forward)
13. Une journée dans le désert (Road Trip)
14. Le Troisième Homme (The Third Man)
15. Faux Semblant (Two of a Kind)
16. Un plus gros poisson (Little Fish)
17. L'étau se resserre (Hollywood Ending)
18. Les Dessous des cartes (Scoundrels)
19. Vies Antérieures (Past Lives)
20. Un ennemi commun (Unfinished Business)
21. Les Fils du Nevada (Sons of Nevada)

## Accueil